# 福山薫
福山 薫（ふくやま かおる）は、日本の気象学者・天文学者。学位は、理学博士（京都大学）。国立大学法人三重大学名誉教授。
子供は一男(なぎさ・ナギサ・　さんずい　者　⁠日の上横棒に左上から右下に丶)一女。
阪神タイガースのファンで、後年は年間シートを購入して観戦した。

## 学歴
- 兵庫県立神戸高等学校
- 京都大学理学部
- 京都大学大学院理学研究科地球物理学専攻[2]

## 職歴
- 1978年 - 1986年 : 京都大学教養部 非常勤講師[2]
- 1988年度 - 1989年度: 三重大学教育学部助教授
- 1995年度 - 1996年度: 三重大学教育学部教授
- 1996年度: 三重大学生物資源学部教授
- 1999年度 - 2001年度: 三重大学生物資源学部教授
- 2006年度 - 2008年度: 三重大学大学院生物資源学研究科教授[3][4]
- 2012年: 三重大学定年退職を経て、同大学特任教授退任[5]

## 所属学会
地理情報システム学会  理事

## 研究分野
- 環境学
- 環境動態解析
- 地球惑星科学
- 気象・海洋物理・陸水学[2]

## 在外研究
- 1977年 - 1978年 : フランス国立通信研究所・研究員、フランス国立惑星地球環境物理学研究所・研究員
- 1979年 : 米国立天文電離層研究所・研究員、米国テキサス州ライス大学理学部・研究員[2]。